# 学原町
学原町（がくばらちょう）は、徳島県阿南市の町名。2014年3月31日現在の人口は491人、世帯数は200世帯。郵便番号は〒774-0014。

## 地理
阿南市の北東部に位置し、北から東は才見町、南は見能林町、西は富岡町に接する。ほぼ中央をJR牟岐線が走る。
地名の由来は、阿波志によると古く郡司の関係の弟子養成のための学校があったことにちなむという伝承があるが、未詳である。

### 山岳
- 鍛治ヶ峰

### 小字
| - 居内 - 壱丁地 - 内畑 - 烏帽子池 | - 大深田 - 上カヤ野 - 上水田 - 三度川原 | - 下カヤ野 - 下水田 - 高池 - 中西 | - 深田 - 前田 - 松ノ久保 - 山本 |  |

## 歴史
江戸期から町村制の施行された1889年（明治22年）にかけては那東郡及び那賀郡の村であった。
1889年（明治22年）に同郡富岡村の大字となった。1905年（明治38年）より富岡町の大字となる。1958年（昭和33年）に阿南市が誕生し、現在の町名となる。

## 施設
- 天満神社
- 徳島新聞阿南支局

## 交通

### 道路
国道
- 国道55号（阿南道路）

都道府県道
- 徳島県道130号大林津乃峰線

### 路線バス
徳島バス
- 学原
- 中西